# 화천 인민군사령부 막사
화천 인민군사령부 막사는 대한민국 강원특별자치도 화천군 상서면에 있는 전쟁관련시설이다. 2002년 5월 31일 대한민국의 국가등록문화재 제27호로 지정되었다.

## 개요
1945년 건립된 것으로 전해지는 원형이 잘 남아 있는 군사시설로 6.25 당시 인민군 막사로 사용되었다. 단순한 장방형의 평면에 단순한 입면, 화강암의 외부 마감에서 당시 군 시설의 면모와 인민군의 생활상을 볼 수 있는 건축물이다.

## 참고 자료
- 화천 인민군사령부 막사 - 국가유산청 국가유산포털